# Alexander von Rennenkampff (Landrat)
Alexander Reinhold Edler von Rennenkampff (* 2. September 1787 in Riga; † 22. Januar 1869 ebenda) war ein livländischer Gutsbesitzer und Landrat.

## Leben
Alexander von Rennenkampff war der ältere Sohn des livländischen Hofgerichtspräsidenten Paul Reinhold von Rennenkampff (1752–1824). Er studierte ab 1810 Rechtswissenschaften an der Ruprecht-Karls-Universität Heidelberg. 1810 wurde er Mitglied des Corps Curonia Heidelberg. Nach dem Studium kehrte er nach Livland zurück und wurde Besitzer der Güter Kürbelshof, Alt-Pigant und Uelzen. Von 1835 bis 1860 war er livländischer Landrat. Danach hatte er einen Ehrensessel im livländischen Landratskollegium.